# Ан-Ниса
Ан-Ниса́ (араб. النسآء — Женщины) — четвёртая сура Корана. Сура мединская. Ниспослана между сурами Аль-Мумтахана  и Аз-Зальзаля. Состоит из 176 аятов.

## Содержание
Данная сура ниспосылалась на протяжении нескольких месяцев вскоре после неожиданного поражения в сражении «Ухуд», в котором много мусульман было убито из-за их неповиновения и несоблюдения дисциплины. Появилась необходимость заботы о сиротах, вдовах и пленниках войны.
Здесь же указаны некоторые права женщин, те права, которых они были лишены при язычестве. Впервые в истории арабов здесь говорится об ограничении многобрачия (полигамии). Ислам ограничил многобрачие четырьмя жёнами, поставив при этом определённые условия. В доисламские времена число жён не было ограничено.
Эта сура осуждает лицемеров, которые поддерживали врагов ислама. В суре рассматриваются также некоторые основные принципы, которыми должны руководствоваться люди вообще, и мусульмане в частности. Она призывает к достойному поведению, равноправию, даёт указание, как относиться к сиротам, женитьбе, опеке и доверию, настаивает на примирении, если оно возможно, что совместимо с истинным благочестием.
Аллах в данной суре дал указания относительно наследства и перехода имущества, а также в отношении женщин, на которых запрещено жениться. В этой суре были затронуты и другие вопросы, такие как богослужение во время войны, непочитание, оказанное Аллаху некоторыми обладателями Писания (например, рассуждения о Марьям, о распятии на кресте Исы). В данной суре говорится также о тех, кого Аллах простит, и о тех, кому не будет прощения. Аллах никогда не простит непочитания и неблагоговения, которые проявляются в придании ему сотоварищей, но он простит все другие грехи, кому пожелает.

О люди! Бойтесь вашего Господа, Который сотворил вас из одного человека, сотворил из него пару ему и расселил много мужчин и женщин, произошедших от них обоих. Бойтесь Аллаха, именем Которого вы просите друг друга, и бойтесь разрывать родственные связи. Воистину, Аллах наблюдает за вами. ۝ Отдавайте сиротам их имущество и не меняйте скверное на хорошее. Не пожирайте их имущества вместе со своим имуществом. Воистину, это является великим грехом. ۝ Если вы боитесь, что не будете справедливы к сиротам, то женитесь на других женщинах, которые нравятся вам: на двух, трёх, четырёх. Если же вы боитесь, что не будете одинаково справедливы к ним, то довольствуйтесь одной или невольницами, которыми овладели ваши десницы. Это ближе к тому, чтобы избежать несправедливости (или бедности). ۝ Даруйте женщинам их приданое от чистой души. Если же они по доброй воле отдадут вам часть его, то вкушайте это во благо и на здоровье. ۝ Не отдавайте неразумным людям вашего имущества, которое Аллах сделал средством вашего существования. Кормите и одевайте их из него и говорите им слово доброе.

Оригинальный текст (ар.)بِسْمِ اللَّهِ الرَّحْمَٰنِ الرَّحِيمِ يَا أَيُّهَا النَّاسُ اتَّقُوا رَبَّكُمُ الَّذِي خَلَقَكُمْ مِنْ نَفْسٍ وَاحِدَةٍ وَخَلَقَ مِنْهَا زَوْجَهَا وَبَثَّ مِنْهُمَا رِجَالًا كَثِيرًا وَنِسَاءًۚ وَاتَّقُوا اللَّهَ الَّذِي تَسَاءَلُونَ بِهِ وَالْأَرْحَامَۚ إِنَّ اللَّهَ كَانَ عَلَيْكُمْ رَقِيبًا ۝
وَآتُوا الْيَتَامَىٰ أَمْوَالَهُمْۖ وَلَا تَتَبَدَّلُوا الْخَبِيثَ بِالطَّيِّبِۖ وَلَا تَأْكُلُوا أَمْوَالَهُمْ إِلَىٰ أَمْوَالِكُمْۚ إِنَّهُ كَانَ حُوبًا كَبِيرًا ۝
وَإِنْ خِفْتُمْ أَلَّا تُقْسِطُوا فِي الْيَتَامَىٰ فَانْكِحُوا مَا طَابَ لَكُمْ مِنَ النِّسَاءِ مَثْنَىٰ وَثُلَاثَ وَرُبَاعَۖ فَإِنْ خِفْتُمْ أَلَّا تَعْدِلُوا فَوَاحِدَةً أَوْ مَا مَلَكَتْ أَيْمَانُكُمْۚ ذَٰلِكَ أَدْنَىٰ أَلَّا تَعُولُوا ۝
وَآتُوا النِّسَاءَ صَدُقَاتِهِنَّ نِحْلَةًۚ فَإِنْ طِبْنَ لَكُمْ عَنْ شَيْءٍ مِنْهُ نَفْسًا فَكُلُوهُ هَنِيئًا مَرِيئًا ۝
وَلَا تُؤْتُوا السُّفَهَاءَ أَمْوَالَكُمُ الَّتِي جَعَلَ اللَّهُ لَكُمْ قِيَامًا وَارْزُقُوهُمْ فِيهَا وَاكْسُوهُمْ وَقُولُوا لَهُمْ قَوْلًا مَعْرُوفًا— Коран 4:1—5 (Кулиев)